# Lotte Schwarz
Pour les articles homonymes, voir Schwarz.
Lotte Schwarz, née le 21 juin 1902 à Prague et morte en octobre 1984 dans le 5e arrondissement de Paris, est une journaliste, pédagogue, résistante, ayant travaillé pour l'Œuvre de secours aux enfants, durant la Seconde Guerre mondiale.

## Biographie
Lotte Schwarz est née le 21 juin 1902 à Prague. Elle est la fille de Leo Schwarz et de Margarethe Kalberg. Ils de marient à Prague en 1900. Le Dr Leo Schwarz est né le 8 février 1872  à Ostrak et meurt en 1903 à l'âge de 30 ans. Margarethe Kalberg est née le 20 septembre 1878 à Prague et meurt par suicide le 9 juillet 1940 à l'âge de 61 ans à Vaison-la-Romaine (Vaucluse), en même temps que son second époux Otto Pohl.

### Munich, Vienne, Berlin
Elle a trois ans quand elle part pour Munich, puis Vienne (Autriche) et Berlin. Elle acquiert une formation de pédagogue en psychologie adlérienne, un doctorat en sciences économiques. Elle est professeur de gymnastique. Elle parle parfaitement le français.

### Moscou
En 1926, elle suit sa mère et son beau-père Otto Pohl (diplomate de la jeune république de Weimar) à Moscou. Pendant dix ans, elle est journaliste. Elle quitte l'URSS en 1936, la veille du jour où elle doit être arrêtée pour « menées anti-bolcheviques. »

### Paris
En 1936, elle arrive à Paris où elle participe au Front populaire, avec Paul Vaillant-Couturier.

### Château de Chaumont
Elle est directrice du château de Chaumont (La Serre-Bussière-Vieille) (Creuse) du 14 novembre 1939 à juin 1942,,.

### Poulouzat
En juin 1942, Lotte Schwarz va à Poulouzat, avec sa fille Aniouta âgée de 14 ans, et les enfants du château de Chaumont. La maison de Poulouzat est située près de Limoges.
Louis Aron prend la relève au château de Chaumont avec les filles de la colonie de Crocq (Creuse)
En 1943, elle est recherchée par la Gestapo. La directrice du lycée de sa fille lui donne son propre passeport pour faciliter son passage en Suisse.

### Suisse
À son arrivée en Suisse, elle est internée à l'Auffanglager, le camp du bout du monde. Une femme passeur de l'Œuvre de secours aux enfants la dévalise.
Elle travaille en automne 1944 comme monitrice dans une colonie de garçons juifs orthodoxes.

### Après la guerre
Après la Seconde Guerre mondiale, elle devient directrice à l'Œuvre de secours aux enfants, au château de Méhoncourt, au Mans, puis en 1947, au foyer de la rue Rollin dans le 5e arrondissement de Paris, où elle s'occupe d'une partie des Enfants de Buchenwald.

### Famille
Sa fille, le Dr Anna Judith (Anne) "Aniou, Aniouta" Languepin, est née le 23 décembre 1930 à Vienne (Autriche) de père inconnu. Elle est médecin orthopédiste. Elle épouse Gilles Ségal, comédien, né le 13 janvier 1929 à  Falticeni en Roumanie et mort le 11 juin 2014 dans le 5e arrondissenment de Paris, puis Jean-Jacques Languepin, né en 1924 à Paris, et mort en septembre 1994. Elle est morte le 30 septembre 2014 dans le 5e arrondissement de Paris. Elle est enterrée au cimetière communal de Larchant, Seine-et-Marne.

## Publication
- Lotte Schwarz. Je veux vivre jusqu'à ma mort. Paris : Seuil, 1979.  (ISBN 2020051036)